# Uranius Antoninus

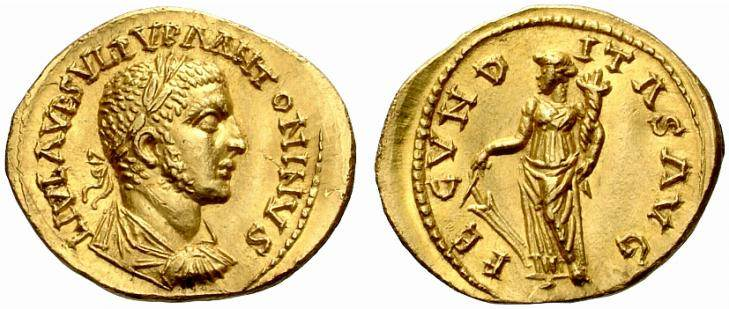
Aureus des Uranius Antoninus mit Porträt des Herrschers auf der Vorderseite und der Glücksgöttin Fortuna auf der Rückseite

Lucius Iulius Aurelius Sulpicius Severus Uranius Antoninus (kurz Uranius Antoninus) war um 253/254 römischer Gegenkaiser in der syrischen Stadt Emesa. Er ist von diversen Münzen bekannt, die seinen Namen tragen und seine Büste zeigen. Aus ihnen geht jedoch nicht eindeutig hervor, ob er tatsächlich eine dauerhafte Kaiserherrschaft über das römische Reich für sich anstrebte oder ob er nur in Anbetracht der damals akuten militärischen Gefahr durch die Sassaniden kurzfristig die militärische Kontrolle und die politische Verwaltung Syriens übernahm. Die Forschung setzt Uranius mit einem gewissen Sampsigeramos gleich, der antiken Schriftquellen zufolge in den 250er Jahren als Feldherr eine Streitmacht gegen das sassanidische Heer befehligte und dabei entscheidende Erfolge erzielen konnte.

## Quellenlage, Name und Gleichsetzung mit Sampsigeramos

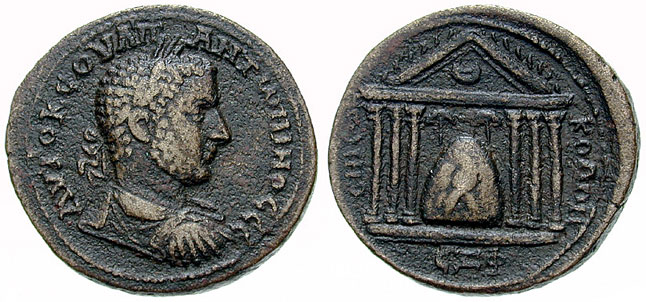
Bronzemünze des Uranius Antoninus mit griechischer Umschrift, auf der Vorderseite das Porträt des Herrschers, auf der Rückseite der Elagabal-Tempel von Emesa mit dem heiligen Stein des Gottes

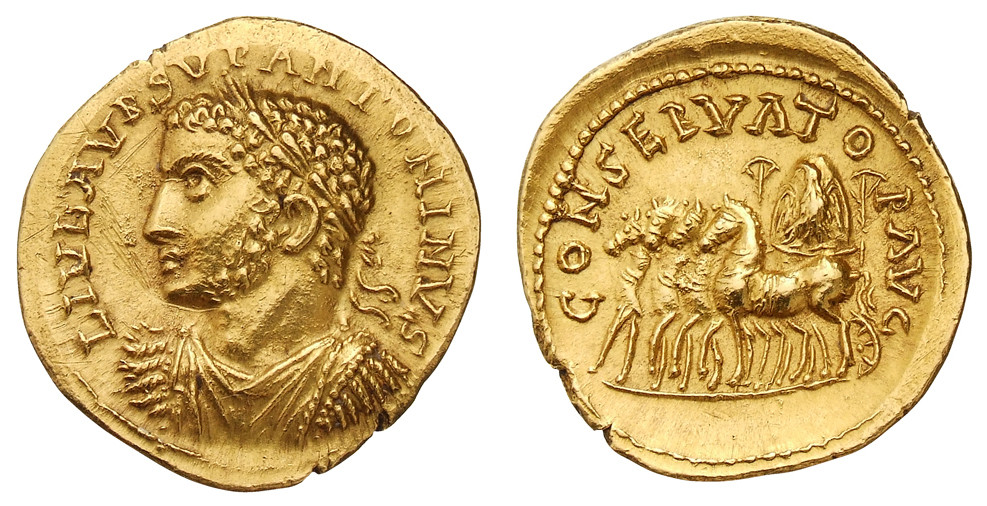
Aureus des Uranius Antoninus mit Porträt des Herrschers auf der Vorderseite und einem Wagen mit dem heiligen Stein des Elagabal auf der Rückseite

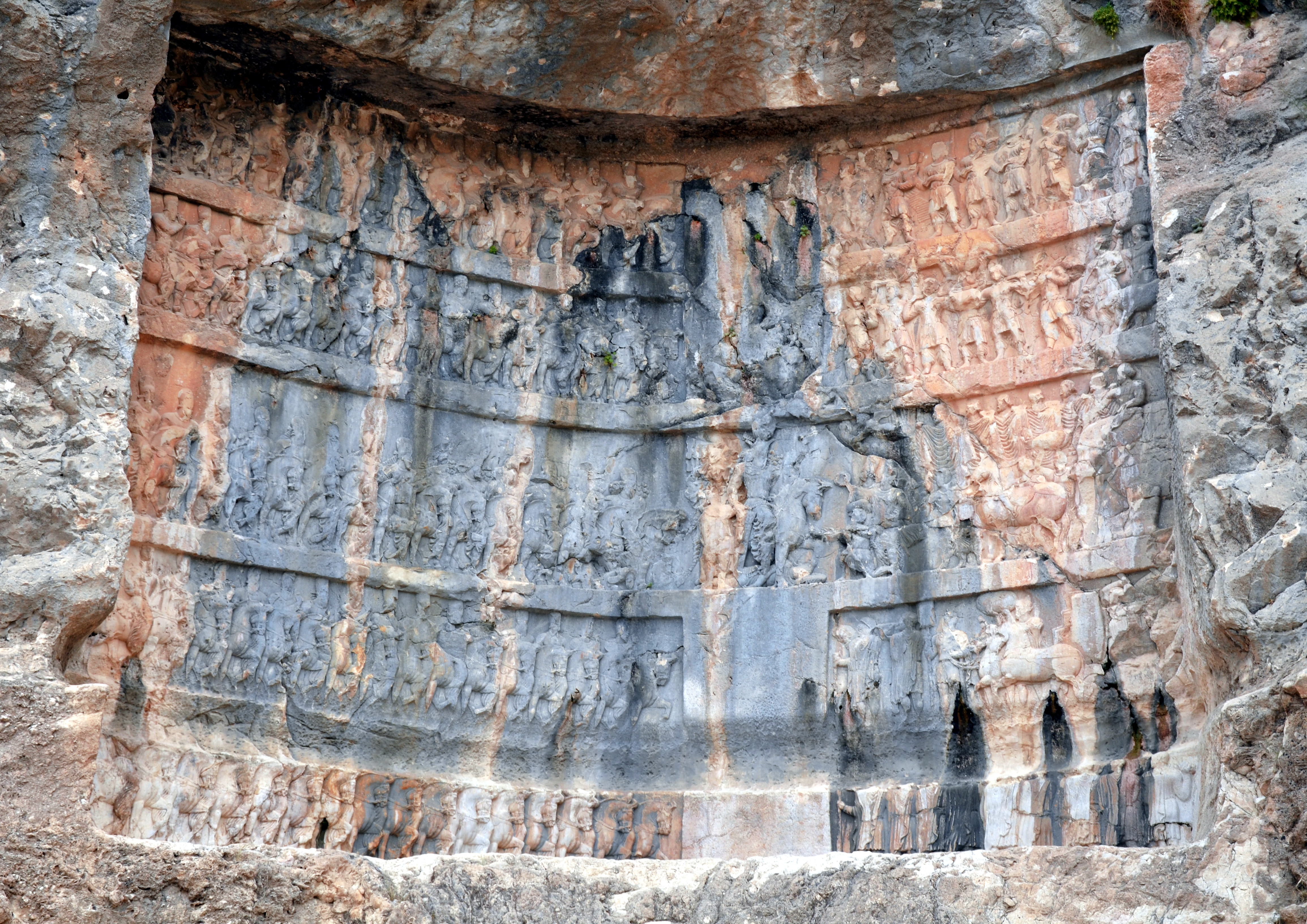
Felsrelief Bischapur III